# .sa
.saは国別コードトップレベルドメイン（ccTLD）の一つで、サウジアラビアに割り当てられている。
登録は、Communication & Information Technology Commissionの一部門であるSaudiNIC Unitで行われる。

## 第二レベルドメイン
以下の第二レベルドメインがある。
- com.sa: 商業機関、登録商標
- edu.sa: 教育機関
- sch.sa: 初等・中等学校
- med.sa: 医療機関
- gov.sa: 政府機関
- net.sa: インターネットサービスプロバイダ
- org.sa: 非営利組織
- pub.sa: 個人、上記のカテゴリに当てはまらないもの